# Nagy Lajos (unitárius esperes)
Gálfalvi Nagy Lajos (Nyárádgálfalva, 1828. július 6. – Kolozsvár, 1910. május 19.) unitárius esperes, teológiai tanár, egyházi főjegyző, népköltési gyűjtő.

## Élete
Nagy Sándor és Kovács Judith szegény székely nemes szülők fia. Tanulmányait szülőfalujában kezdte el; 11 éves korában pedig apja Székelykeresztúrra vitte a gimnáziumba, ahol végig a legjobb tanuló volt. 1848. szeptember elején beállt Marosvásárhelyen a honvédek közé. Előbb mint Mátyás-huszár, később mint honvéd a 87. zászlóaljban részt vett a szabadságharcban. A fegyverletétel után az atyai háznál maradt a következő év végéig. Ekkor Kolozsvárra ment, és elvégezte a gimnázium VI-VIII. osztályait, majd a következő két évben a teológiai tanfolyamot is. Teológiai tanulmányaival párhuzamosan tanítóként is működött. 1856-ban a kolozsvári unitárius főtanács németországi egyetemre küldte tanulmányai folytatására. Három félévet Göttingenben töltött, ezalatt történelemből Georg Waitz, földrajzból Ernst Curtius, teológiából főleg Heinrich Ewald, görögből Budenz József hallgatója volt. (Utóbbit viszonzásul megtanította magyarul; Budenz az ő biztatására és közbenjárásával került hazánkba.) Ez idő alatt az angol nyelvet is elsajátította.
A főtanács 1857. június 10-én hazahívta, és rendes tanárrá választotta, ugyanakkor a kolozsvári egyházközségben másodpapnak alkalmazta. Tanári állásában 43 évig, papi állásában tíz évig működött. 1862-ben kolozs-dobokaköri esperes, 1880-ban egyházi főjegyző lett. Mint tanár 1900. december 1-től nyugalomba vonult, esperesi és főjegyzői állását azonban megtartotta. Időközben az egyházi képviselőtanács pénzügyi jegyzője volt 12 évig és igazgató 1862-től 1868-ig.
A gimnáziumban[ a görög és magyar nyelvet, a teológián a bibliabevezetést, illetve az Újszövetség magyarázatát tanította. Később e tárgyakat Simén Domokos vette át, és Nagy Lajosnak az egyháztörténelem maradt.
Már tanulókorában, Keresztúron írt apróbb költeményeket, gyűjtött népmeséket, népdalokat, közmondásokat, hely- és állatneveket, gyermekmeséket; ezek egy része a Gáspár János szerkesztette Csemegék olvasni még nem tudó gyermekek számára című gyűjteményben, más része Kriza János Vadrózsák-jában jelent meg. Gyűjteményéből 1859-ben a Kolozsvári Közlöny tárcájában közölte a Barcsai című első ószékely népballadát, amelyet Erdélyi János méltatott a Szépirodalmi Közlönyben, és ezzel felhívta a figyelmet a székely népballadák felkutatására és összegyűjtésére.
Költeményei többek között a Kolozsvári Hetilapban (1853-1854) és az Unitárius Közlönyben (1890-91, 1898, 1901) jelentek meg. 1861-ben Kriza Jánossal megalapította a Keresztény Magvetőt; ők azonban csak az I. és II. kötetet szerkesztették és adták ki. Több évig munkatársa volt a Korunknak és a Réthy Lajos által szerkesztett Növendékek Lapjának. 1888-tól 1892-ig az Unitárius Közlönyt szerkesztette Boros Györggyel együtt.

## Szerepe a kolozsvári Mátyás király emlékmű felállításában
Tőle származik az az elgondolás, hogy Mátyás király szülővárosa nagyszabású szoborállítással készüljön a közelgő millenniumi ünnepségekre. Előterjesztését a kolozsvári városi tanács 1882. július 22-i ülésén tárgyalta, és Szász Domokos ajánlására határozatként fogadták el. A Mátyás király emlékmű felállítására alakult szoborbizottság passzivitása ellenére folyamatosan napirenden tartotta a kérdést, és az első pénzalap összegyűjtése is az ő érdeme. Az 1887-ben alakult új szoborbizottságnak is ő lett a pénztárnoka. A szobor felavatása alkalmából kiadott díszes emlékalbumban ő írta A kolozsvári Mátyás-szobor története című fejezetet. A szoborbizottság számára 1902-ben írt jelentéséhez egy saját verset is csatolt, Óda Mátyás király szobrának leleplezési idejére címmel.
A szobor alkotója, Fadrusz János méltányolta a már idős tanár erőfeszítéseit a szoborállítás érdekében, fényképeket küldött neki a készülő szoborról, és a pozsonyi Mária Terézia-szoborhoz használt carrarai márványból egy cserfalevelet készített neki.

## Művei
- Egyházi imák és beszédek. Kolozsvár. 1861. (A tordai zsinaton tartott beszéde).
- A nagyváradi disputatio. Kolozsvár, 1870. (Unitárius irók a XVI-ik évszázadból. Simén Domokossal együtt adta ki. Ism. M. Prot. Figyelmező.)
- Egyházi imák és beszédek. Kolozsvár. 1880. (Az egész bevételt a hódmezővásárhelyi unitárius egyház javára fordította).
- Jelentés a kolozsvári Mátyás király szoborról. Kolozsvár. 1892.
- Hangok a szabadságharcz után. Költemények 1849-1901. Kolozsvár. 1901.
- A kolozsvári Mátyás-szobor története. In: Mátyás király emlékkönyv kolozsvári szobrának leleplezése alkalmára. Szerk. Márki Sándor. Budapest. 1902.
- Jelentés a kolozsvári Mátyás király szoborról. Kolozsvár. 1902.